# Giro delle Marche
Der Giro delle Marche war eine Radsportveranstaltung in Italien. Es war ein Straßenrennen, das als Eintagesrennen jährlich im September ausgetragen wurde. Es fand von 1968 bis 1976 statt.

## Geschichte
Der Giro delle Marche wurde als Wettbewerb für Berufsfahrer ausgetragen. Der Kurs führte durch die Region Marche. Start und Ziel befanden sich in der Stadt Fabriano. Das Rennen hatte 9 Auflagen. 1941 gab es bereits eine Austragung für Unabhängige, die Osvaldo Bailo gewonnen hatte.
Unter dem Namen „Giro delle Marche en Rosa“ wurde später ein Rennen für Frauen etabliert.

## Sieger
- 1968 Luciano Dalla Bona
- 1969  Costantino Conti
- 1970  Italo Zilioli
- 1971  Gösta Pettersson
- 1972  Michele Dancelli
- 1973  Sigfrido Fontanelli
- 1974  Martín Emilio Rodríguez
- 1975  Serge Parsani
- 1976  Pierino Gavazzi[1]